# Metapenaeopsis gallensis
Metapenaeopsis gallensis är en kräftdjursart som först beskrevs av Pearson 1905.  Metapenaeopsis gallensis ingår i släktet Metapenaeopsis och familjen Penaeidae. Inga underarter finns listade i Catalogue of Life.